# 芮妮·羅德里格茲
 萊妮·羅德里奎茲（英語：Raini Rodriguez，1993年7月1日—），是一位墨西哥裔美國女演員和歌手，她最著名的作品是《百貨戰警》、《高校舞會》、《女孩向前衝》及《百貨戰警2》系列而聞名，另外，她是里科·羅德里格茲的姐姐。

## 簡介
萊妮出生於德克薩斯州的布賴恩，父母親黛安·羅德里奎茲和羅伊·羅德里奎茲從事商店老闆。另外他也有兩個分別名叫雷與小羅伊的哥哥和名叫里科的弟弟，他們全家人都有墨西哥人的血統。

## 影視作品

### 電影
| 年分 | 中文譯名   | 英文譯名               |
| ---- | ---------- | ---------------------- |
| 2008 | 百貨戰警   | Paul Blart: Mall Cop   |
| 2011 | 高校舞會   | Prom                   |
| 2012 | 女孩向前衝 | Girl in Progress       |
| 2015 | 百貨戰警2  | Paul Blart: Mall Cop 2 |

### 電視節目
| 年分      | 中文譯名     | 英文譯名      |
| --------- | ------------ | ------------- |
| 2011-2016 | 奧斯汀與艾莉 | Austin & Ally |

## 外部連結
- 芮妮·羅德里格茲在互联网电影资料库（IMDb）上的資料（英文）
- 芮妮·羅德里格茲的X（前Twitter）
- 萊妮·羅德里奎茲的官網